# فرقة المشاة 52 (الفيرماخت)
فرقة المشاة 52 ( (بالألمانية: 52. Infanterie-Division)‏ فرقة المشاة ) خدمت في جنوب بولندا، بالقرب من كاتوفيتشي وكان في المقام الأول قسم تدريب.

## التنظيم
كان تنظيم الفرقة على النحو التالي ؛ 
- مقر الفرقة 52
  - سرية الحماية رقم 152
  - سرية التموين 152
- سرية الاستطلاع 152
- فوج المشاة 183 (x 3 كتائب)
- فوج المشاة 187 (x 3 كتائب)
- فوج المشاة 205 (x 3 كتائب)
- فوج المدفعية 152 (× 3 خفيف ، × 1 كتائب ثقيلة)
- الكتيبة 152 المضادة للدبابات (بطاريات X3)
- كتيبة المهندسين 152
- كتيبة النقل 152
- فرقة التموين 152

## القادة
- غنرال أوبرست كارل أدولف هوليدت (26 أغسطس - 8 سبتمبر 1939)
- غنرال أوبرست هانس يورغن فون أرنيم (8 سبتمبر 1939 - 5 أكتوبر 1940)
- غنرال أوبرست لوثر رندوليك (10 أكتوبر 1940 - 1 نوفمبر 1942)
- جينيرال لوتنانت رودولف بيشيل (1 نوفمبر 1942 - 5 ديسمبر 1943)
- اللواء الرائد ألبرت نيوينجر